# Парапатрично видообразуване
Парапатрично видообразуване (или парапатрия) е термин от областта на биогеографията, екологията и еволюционната биология, с който се обозначава видообразуване, при което зоните на двете диференциращи се популации са отделни (в някаква степен поради географски прегради), но се и припокриват в някаква степен. Не е изключено индивиди от единия вид да влязат в контакт с индивиди от другия вид и да се кръстосат. Намалената хетерозиготна способност обаче води до отбор по поведение или механизми, които възпрепятстват размножаването между двата вида.
В екологията става въпрос за парапатрично или перипатрично видообразуване във връзка с екологичните ниши. Необходимо е наличието на екологична ниша, за да може да се осъществи успешно видообразуване.